# Куња (Псковска област)
Куња (рус. Ку́нья) насељено је место са административним статусом варошице (рус. посёлок городского типа) на западу европског дела Руске Федерације. Налази се на крајњем југоистоку Псковске области и административно припада Куњском рејону чији је уједно и административни центар.
Према проценама националне статистичке службе за 2016. у вароши је живело свега 2.754 становника, или око трећина од укупне рејонске популације.

## Географија
Варошица Куња налази се у југоисточном делу Псковске области, односно на северу Куњског рејона, на неких 348 километара јужно од административног центра области града Пскова, односно на око тридесетак километара југоисточно од града Великије Луки. Кроз варошицу протиче река Лусња, десна притока реке Куње (притоке Ловата).
Кроз варош пролази важан аутопут М9 Балтија који повезује Москву са Ригом (паралелно са аутопутем пролази и железничка пруга), те железничка пруга на линији Ржев−Великије Луки.

## Историја
Неких 4 километра североисточно од савременог насеља налазио се средњовековни град Клин (данас село) који се у летописима помињао још 1131. године, а нешто источније је и градина Жижец из XI века.
Сама варошица основана је 1901. године као насеље уз железничку станицу саграђену на траси Московско-виндавске железнице која је почела са радом 24. септембра 1901. године. Након што је 1. августа 1927. основан Куњски рејон као административна општинска јединица, дотадашње насеље Куња постаје његовим административним центром.
Насеље Куња је одлуком локалних власти Псковске области од 2. марта 1966. добило званичан статус варошице (насеље полуурбаног типа).

## Демографија
Према подацима са пописа становништва 2010. у вароши је живело 3.127 становника, док је према проценама националне статистичке службе за 2016. варошица имала 2.754 становника.
| 1939. | 1959. | 1970. | 1979. | 1989. | 2002. | 2010. | 2015. |
| ----- | ----- | ----- | ----- | ----- | ----- | ----- | ----- |
| 615   | 2.313 | 2.952 | 3.503 | 3.958 | 3.527 | 3.127 | 2.754 |